# Шандра (Киевская область)
Ша́ндра (укр. Ша́ндра) — село, входит в Мироновский район Киевской области Украины.
Население по переписи 2001 года составляло 1023 человека. Почтовый индекс — 08823. Телефонный код — 4574. Занимает площадь 47 км². Код КОАТУУ — 3222988401.

## Местный совет
08823, Київська обл., Миронівський р-н, с.Шандра, вул.Комсомольська,100